# Antoine II du Kongo
Antoine II du Kongo en Kikongo Mvita a Mpanzu et en portugais D. António II   est un souverain ou Manikongo du royaume du Kongo qui règne à une époque indéterminée de la fin du XVIIIe siècle

## Contexte
Après la mort dans des circonstances troubles du roi d'Alphonse V du Kongo en 1786, Alvare XII du Kongo est couronné le 22 juin 1787 dans une lettre au souverain du 11 août 1787 José de Almeida E Vasconcelos Soveral Carvalho E Albergaria, Barão de Mossâmedes le gouverneur de l'Angola portugais(1784-1790), évoque la mort de son prédécesseur le roi Alphonse V. Toutefois, la liste des rois établie par Antonio-Francisco das Necessidades incluse dans les « Factos Memoraveis » (n°642 p. 3) mentionne comme successeur d'Alphonse IV du Kongo:  Antonio II et Alvare XII.